# Honschaft Brücke
Die Honschaft Brücke (auch Honschaft Bruck) war im Mittelalter und der Neuzeit eine Honschaft im Kirchspiel Leichlingen im bergischen Amt Miselohe. Sie war eine von drei Honschaften des Kirchspiels.
Die Honschaft wurde erstmals im Jahr 1656 urkundlich erwähnt. Sie umfasste das heutige Leichlinger Stadtgebiet westlich der Wupper und wurde nach der 1457 erstmals urkundlich erwähnten Leichlinger Wupperbrücke und dem an ihr liegenden Wohnplatz Brücke benannt.